# Definiție ostensivă
Definiția ostensivă  (din latină ostends, ostendere = a arăta) constă în indicarea obiectului definit, odată cu rostirea numelui său. Termenul a fost introdus de către W. L. Johnson în 1921, într-o lucrare de logică.
Definiția ostensivă este realizată prin indicarea unor exemple. Este folosită pentru concepte care nu pot fi definite verbal (în stadiile inițiale ale formării limbajului) sau datorită naturii lor (concepte ca senzații, culori). După Bertrand Russel este o definiție fără folosirea cuvintelor. Un exemplu de concept introdus astfel e cel de mulțime.
Deoarece definiția verbală explică semnificația unui cuvânt, nu este esențial dacă ai auzit sau nu cuvântul mai înainte. Definiția ostensivă are sarcina să-i dea cuvântului o semnificație.
Pentru a asigura corectitudinea definiției ostensive trebuie respectate o serie de condiții:
- condiția lingvistică - întotdeauna obiectului indicat trebuie să-i fie asociat același semn sau cuvânt,
- condiția simultaneității - rostirea cuvântului concomitent cu arătarea obiectului desemnat,
- condiția operațională - atât obiectul desemnat cât și semnul propus să fie perceptibile.